# 刘荣勋
刘荣勋（19世纪?—20世纪?）号文安，贵州安顺人，中国民主革命家，清末民初政治人物。

## 生平
刘荣勋是清朝廪生。后来，加入贵州的自治学社。宣统二年（1910年），资政院开会。自治学社通过贵州谘议局推选刘荣勋为资政院议员，赴北京出席资政院会议。
1911年辛亥革命中，自治学社领导武装起义夺取贵州省政权。当时，自治学社社长钟昌祚作为《西南日报》代表，正赴北京参加报界联合会，后在南京被选为南京临时参议院贵州参议员。但贵州军政府来电要求钟昌祚返回贵州，钟昌祚乃和自治学社社员刘荣勋以及安健会合，自上海乘船经越南到达昆明，听说滇军将开入贵州，当即上书并面见云南都督蔡锷以及罗佩金等云南方面要人，强调贵州没有匪祸，只有党争，故反对滇军出兵干涉贵州省的内政。他们还借报馆以及贵州同乡会揭露贵州宪政派周沆、戴戡等人的企图，号召防止发生流血事件。